# Here Comes the Groom
Here Comes the Groom is een Amerikaanse filmkomedie uit 1951 onder regie van Frank Capra. De film werd destijds in Nederland uitgebracht onder de titel Vader is vrijgezel.

## Verhaal
De Amerikaanse nieuwscorrespondent Pete Garvey leidt in Parijs een adoptiebureau voor oorlogswezen. Als zijn vroegere verloofde Emmadel Jones hem voor een ultimatum stelt, keert Pete met twee geadopteerde weeskinderen terug naar Boston. Emmadel heeft zich inmiddels echter al verloofd met een Wilbur Stanley. Als Pete niet binnen de vijf dagen trouwt, verliest hij de voogdij over de kinderen.

## Rolverdeling
| Acteur                 | Personage          |
| ---------------------- | ------------------ |
| Bing Crosby            | Pete Garvey        |
| Jane Wyman             | Emmadel Jones      |
| Alexis Smith           | Winifred Stanley   |
| Franchot Tone          | Wilbur Stanley     |
| James Barton           | William Jones      |
| Robert Keith           | George Degnan      |
| Jacques Gencel         | Bobby              |
| Beverly Washburn       | Suzi               |
| Connie Gilcrest        | Ma Jones           |
| Walter Catlett         | Mijnheer McGonigle |
| Ellen Corby            | Mevrouw McGonigle  |
| Alan Reed              | Walter Godfrey     |
| Minna Gombell          | Mevrouw Godfrey    |
| H.B. Warner            | Oom Elihu          |
| Nicholas Joy           | Oom Prentiss       |
| Ian Wolfe              | Oom Adam           |
| James Burke            | O'Neill            |
| Irving Bacon           | Baines             |
| Howard Freeman         | Gouverneur         |
| Ted Thorpe             | Paul Pipitt        |
| Maidel Turner          | Tante Abby         |
| Art Baker              | Radio-omroeper     |
| Anna Maria Alberghetti | Theresa            |